# Bank One Corporation

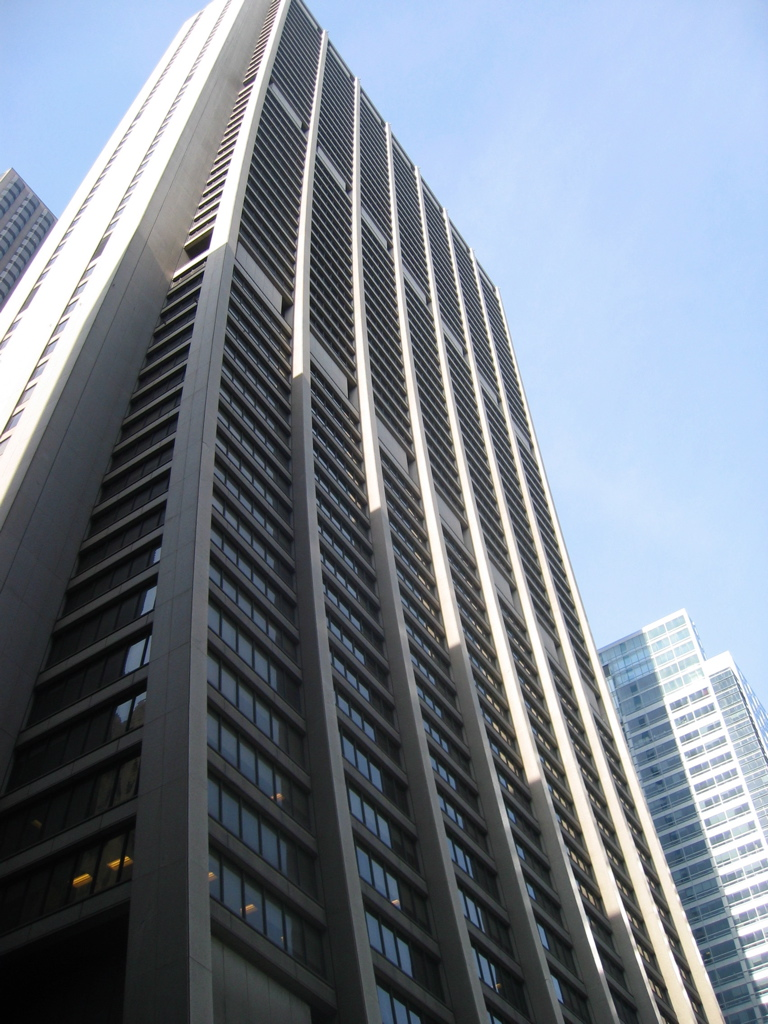
A Chase Tower (antiga Bank One Plaza) abrigava a sede do Bank One

O Bank One Corporation foi o 6º maior banco dos EUA. Foi negociado na Bolsa de Nova York sob o símbolo de ações ONE. Se fundiu com o JPMorgan Chase & Co. em 1º de julho de 2004 e  tinha sua sede no Bank One Plaza (agora Chase Tower) no Chicago Loop em Chicago, Illinois, onde agora é a sede da divisão de banco de varejo da Chase.
O banco tem suas raízes no First Banc Group, com sede em Ohio, que foi formado em 1968 como uma holding do City National Bank em Columbus, Ohio.

## História

### First Banc Group
O First Banc Group, Inc. nasceu em 1968 como uma holding do City National Bank e foi usado como veículo para adquirir outros bancos. Quando Ohio começou a relaxar gradualmente suas leis bancárias, que antes eram muito restritivas, na era da Grande Depressão e que restringiam severamente a sucursal e as propriedades bancárias, o City National Bank, através de sua controladora do First Banc Group, começou a comprar bancos fora de seu país natal. A primeira aquisição da nova holding bancária foi em 1968 da Farmers Saving & Trust Company em Mansfield, Ohio. Com cada aquisição, os novos bancos membros da corporação mantinham seu nome, funcionários e administração enquanto obtinham novos recursos da controladora. Isso foi muito importante quando a holding do banco estava se expandindo, principalmente para mercados rurais e extremamente.
Em 1971, o First Banc adquiriu o Security Central National em Portsmouth, Ohio.
Inicialmente, a lei de Ohio não permitia fusões bancárias entre linhas do condado, mas permitia que as holdings bancárias possuíssem vários bancos em todo o estado com algumas restrições geográficas. Os bancos recém-adquiridos tiveram que manter suas cartas bancárias existentes, e cada banco teve que operar separadamente. Já que as holdings também tinham permissão para ter a palavra "banco" em seus nomes; portanto, a palavra "banc" foi usada em seu lugar, para diferenciar.

### Expansões do Banc One

#### Expansão no centro de Ohio pelo Banc One Corp.
Embora a lei de Ohio estivesse restringido fusões bancárias fora de uma determinada área geográfica, a administração da holding decidiu unificar os esforços de marketing de seus bancos membros, fazendo com que todos adotassem nomes semelhantes. Em outubro de 1979, o First Banc Group, Inc. tornou-se o Banc One Corporation, e cada banco membro tornou-se o Bank One, seguido pelo nome cidade ou área geográfica em que atendia. Por exemplo, o City National Bank foi renomeado Bank One Columbus, o Security Central National Bank tornou-se Bank One Portsmouth e a Farmers Saving & Trust Company tornou-se Bank One Mansfield .
Em 1980, o Banc One adquiriu bancos em Painesville, Ohio (Banco Nacional do Condado de Lake; Banco One Painesville), Akron, Ohio (Firestone Bank; Banco One Akron), e Youngstown, Ohio (Union National Bank; Banco Um Youngstown).
A One Corporation adquiriu o Winters National Bank em Dayton, Ohio em 1982 e este foi renomeado para Bank One Dayton. A fusão com a Winters National Corporation trouxe para a organização Bank One 42 filiais da Winters National Bank & Trust Co. na área de Dayton, uma filial em Cincinnati e três escritórios em Circleville. Também foram adicionadas 21 filiais do Euclid National Bank na área de Cleveland, que foram renomeadas como Bank One Cleveland.

#### Expansão antecipada fora de Ohio
Com a mudança nas leis bancárias federais e estaduais em 1985, o Banc One começou a se expandir muito rápido fora de Ohio. Sua primeira aquisição fora do estado foi no Purdue National Bank em Lafayette, Indiana, que ocorreu logo após a entrada em vigor das novas leis. Esse banco foi renomeado para Bank One Lafayette. Essa fusão foi rapidamente seguida pela compra de outros pequenos bancos em Indiana e Kentucky, pois esses estados foram os únicos que inicialmente permitiram compras bancárias por bancos sediados em Ohio.
O banco entrou no Kentucky adquirindo o Citizens Union National Bank & Trust Co. de Lexington, Kentucky em 1986. Esse banco foi renomeado para Bank One Lexington.
O Banc One adquiriu o Bank of Indiana, com sede em Merrillville, e o renomeou como Bank One Merrillville, no início de 1986. Despois disso, o banco adquiriu propriedades em Marion, Indiana (Primeiro Banco Nacional de Marion; Bank One Marion), Crawfordsville, Indiana (Primeiro Banco Nacional e Trust Co. de Crawfordsville; Bank One Crawfordsville), Rensselaer, Indiana (Banco Nacional do Noroeste de Rensselaer; Banco Um Rensselaer) e Richmond, Indiana (Primeiro Banco Nacional de Richmond; Banco Um Richmond).
A primeira grande fusão que afetou a administração da holding ocorreu em 1986 com a aquisição da American Fletcher Corporation, sediada em Indianápolis, uma holding multibancária, com seu banco líder, o American Fletcher National Bank & Trust Company, que resultou em doar 20% do capital votante da nova empresa aos ex-gerentes da American Fletcher e também teve Frank E. McKinney, Jr., chefe da americana Fletcher, substituído John B. McCoy como presidente do Banc One Corp. mudou McCoy para o cargo de presidente da organização combinada.Outra mudança feita na organização corporativa foi a formação de um sistema de gestão em duas camadas, com a formação de holdings em todo o estado que foram colocadas entre os bancos membros regionais e a holding controladora final do Banc One. Assim, em Indiana, a American Fletcher Corporation tornou-se o Banc One Indiana, com sede em Indianápolis, e todos os bancos membros em Indiana, como o Bank One Lafayette, que anteriormente se reportava diretamente à matriz principal em Columbus, em vez disso, reportou à gerência em Indianápolis . A fusão resultou em uma troca de ações de US $ 597,3 milhões.
A fusão com a American Fletcher Corp. também trouxe quatro pequenos bancos que a American Fletcher havia adquirido recentemente ou estava em processo de aquisição. Esses bancos incluíam o Citizens Northern Bank de Elkhart (Bank One Elkhart), Carmel Bank & Trust Co. (Bank One Carmel), Primeiro Banco Nacional Americano de Plainfield (Bank One Plainfield) e Union Bank & Trust Co. de Franklin (Bank One) Franklin). Segundo a lei de Indiana na época, o American Fletcher não tinha permissão para fundir esses bancos em seu principal banco nacional americano do Fletcher.
O Primeiro Banco Nacional de Bloomington em Bloomington, Indiana foi adquirido em 1987. Esse banco se tornou o Bank One Bloomington. Com a aquisição do banco de Bloomington, o Banc One cessou temporariamente outras aquisições no estado de Indiana, uma vez que haviam atingido o limite de porcentagem de propriedade naquele estado naquele estado.

#### Expansão antecipada em Michigan
O Banc One expandiu-se para o estado de Michigan no final de 1986, adquirindo o Citizens State Bank em Sturgis, Michigan, e convertendo-o em Bank One Sturgis. Alguns meses após a aquisição da Sturgis, aquisições adicionais foram rapidamente feitas em East Lansing, Michigan (Banco Estatal de East Lansing; Bank One East Lansing), Fenton, Michigan (Primeiro Banco Nacional de Fenton; Bank One Fenton) e Ypsilanti, Michigan (Banco Nacional de Ypsilanti; Banco Um Ypsilanti)  alguns meses depois.
Sete anos depois, o Citizens Banking Corp. anunciou em setembro de 1994 que estava adquirindo todos os quatro bancos de Michigan em East Lansing, Fenton, Sturgis e Ypsilanti do Banc One por US $ 115 milhões. A alienação foi concluída em fevereiro de 1995.
A marca Bank One não retornou a Michigan até a fusão de 1998 com a First Chicago NBD, que resultou na renomeação dos antigos escritórios da NBD.

#### Expansão para Wisconsin
A primeira aquisição do Banc One em um estado que não compartilhava uma fronteira comum com o estado de Ohio ocorreu em 1987 com a aquisição da Marine Corporation, a terceira maior holding bancária de Wisconsin, depois da First Wisconsin Corporation e da Marshall & Ilsley Corporation . O resultado dessa fusão trouxe para a organização 21 bancos e 76 escritórios em Wisconsin, com a Marine Corp. sendo renomeada para Banc One Wisconsin Corp. e cada uma das subsidiárias Marine Banks foi renomeada como Bank One, juntamente com o respectivo nome geográfico afiliado. O banco principal, Marine Bank, NA, tornou-se o Bank One Milwaukee. A fusão ocorreu com a Marine tentando resistir a uma tentativa indesejada de aquisição da Marshall & Ilsley, iniciada em junho de 1987, que resultaria em demissões em massa.
Antes das aberturas indesejadas da Marshall & Ilsley, a Marine entrou em uma onda de compras assim que Wisconsin e os estados vizinhos começaram a afrouxar suas leis restritivas de filial e propriedade bancária, e a Marine havia comprado bancos recentemente em Wisconsin e, mais recentemente, um banco com três agências escritórios no estado de Minnesota e outro banco no estado de Illinois apenas alguns meses antes. No final de dezembro de 1986, a Marine entrou no mercado de Chicago iniciando a compra da filial americana do banco italiano Banco di Roma, que foi renomeado para Marine Bank Chicago. Como Minnesota e Illinois proíbem a propriedade do banco por empresas com sede em Ohio, a Marine teve que vender esses bancos antes que a fusão fosse autorizada. Os bancos de Minnesota foram vendidos para o First Bank System  enquanto o banco de Chicago foi vendido a um advogado com o entendimento de que o Banc One queria o banco de Chicago assim que as leis bancárias de Illinois permitissem a propriedade de empresas baseadas em Ohio, que acabou se tornando em dezembro de 1990. O advogado conseguiu vender o banco de volta ao Banc One em dois anos, com lucro substancial.

#### Expansão para o Texas
O Banc One entrou no estado do Texas em 1989 através da aquisição de vários bancos falidos que foram confiscados pela Federal Deposit Insurance Corp (FDIC) como resultado das crises bancárias no final dos anos 80 no Texas, causadas pela falta de uma grande número de empréstimos no setor imobiliário e de energia quando os preços da energia caíram e um grande número de pessoas perdeu o emprego como resultado. Embora o Banc One pudesse obter bancos falidos com um desconto subsidiado pelo governo federal, eles também poderiam ficar com empréstimos nos quais os mutuários poderiam mais tarde adiar se as crises econômicas piorassem.
Os primeiros bancos a serem adquiridos foram 20 bancos que anteriormente eram de propriedade da MCorp, que o FDIC havia consolidado em um único banco que eles chamaram de Deposit Insurance Bridge Bank. O FDIC havia confiscado os bancos em março de 1989. O fracasso de 20 dos 24 bancos da MCorp custou ao FDIC US $ 2,8 bilhões.O MCorp era a segunda maior holding bancária do Texas no momento de seu fracasso. O MCorp foi formado em 1984 através da fusão do Mercantile National Bank of Dallas com o Bank of Southwest of Houston, com o Mercantile se tornando MBank Dallas e o Southwest se tornando MBank Houston.
Após a aquisição, o Deposit Insurance Bridge Bank se tornou o Bank One Texas com o Banc One Texas formado como holding estatal. O Banc One contratou gerentes de outras partes da organização do Banc One para corrigir erros que levaram à insolvência, embora mantivessem alguns funcionários-chave da MCorp cuja liderança e conexões foram consideradas cruciais para a transformação. As leis foram alteradas no Texas, permitindo que o Banc One e outros compradores de bancos falidos operassem um único banco em todo o estado, em vez de serem restringidos por regiões geográficas estreitas.
A próxima aquisição que ocorreu no Texas foi a compra da Bright Banc Savings, falida alguns meses depois, da Resolution Trust Corporation em 1990. Essa associação falhada de poupança e empréstimo custou ao governo federal US $ 1,4 bilhão. As 48 antigas filiais foram integradas ao Bank One Texas, que tinha 63 filiais na época. No ano seguinte, o Banc One adquiriu da RTC 13 escritórios da área de Houston da falida Benjamin Franklin Savings por US $ 36 milhões.
Em 1992, o Banc One adquiriu o Team Bancshares de Dallas, uma empresa formada por um grupo de investidores privados em 1988 para adquirir bancos fracos e fracos do Texas, por US $ 782 milhões em ações do Banc One. A aquisição do Team Bank trouxe 56 agências para o Banc One Texas, que possuía 146, embora algumas agências precisassem ser fechadas devido a sobreposições de agências. Após essa aquisição, o Bank One Texas permaneceu como o segundo maior banco do estado após o NationsBank .  A aquisição do Team Bancshares foi incomum no Texas durante esse período, pois o time estava lucrando no momento da venda.

#### Expansão para Illinois
Em comparação com outros estados, Illinois foi muito lenta para permitir empresas de filiais e holdings multibancárias em todo o estado. Quando Illinois finalmente removeu sua última proibição de bancos interestaduais em dezembro de 1990, a primeira coisa que o Banc One fez foi concluir sua aquisição planejada do Marine Bank Chicago, no centro de Chicago. Em 1992, o Banc One adquiriu a Marine Corp. de Springfield, no centro de Illinois, com seus 15 locais bancários em Springfield, Bloomington, Champaign e Monticello por US $ 193 milhões em ações. O Marine Corp. de Springfield foi renomeado para Banc One Illinois e o banco principal da Marine, Marine Bank of Springfield, tornou-se Bank One Springfield. Alguns meses depois, o Banc One adquiriu a First Illinois com seus 15 escritórios no subúrbio de Chicago por 349 milhões de dólares em ações. Como a legislatura de Illinois demorou a remover obstáculos aos bancos interestaduais, o Banc One teve que competir com a Northwest e a NBD, juntamente com alguns bancos de Chicago, para obter bancos disponíveis nos principais mercados de Illinois.

#### Expansão posterior em Kentucky
Após uma pausa de aquisição de cinco anos no estado de Kentucky, o Banc One aumentou sua presença no nordeste do Kentucky com a aquisição da First Security Corporation de Kentucky, com sede em Lexington, com seus 28 escritórios por US $ 204 milhões em ações em 1992. A maioria dos escritórios da First Security foi dobrada no Bank One Lexington, com alguns escritórios fechados porque estavam muito próximos de uma filial existente.
Embora o Banc One estivesse presente no Kentucky desde 1986, ele tinha pouca ou nenhuma presença além de Lexington e do subúrbio de Cincinnati. Para solucionar esse problema, o Banc One adquiriu o Liberty National Bancorp, com sede em Louisville, com seus 104 escritórios bancários localizados em todo o Kentucky e no sul de Indiana em 1994 por US $ 842 milhões em ações. No momento da aquisição, o Liberty National Bancorp era a maior holding bancária do Kentucky que ainda estava sediada naquele estado. O Liberty National Bancorp foi renomeado para Banc One Kentucky e seu banco principal, Liberty National Bank e Trust Company de Kentucky, tornou-se Bank One Kentucky. Como resultado da fusão, o Bank One Lexington foi colocado sob a supervisão da nova holding Banc One Kentucky.

#### Expansão para os estados ocidentais
Em 1992, o Banc One anuncia as aquisições pendentes de duas holdings de bancos ocidentais, o Affiliated Bankshares do Colorado e a Denver National Corporation, sediada em Phoenix que dariam acesso à empresa para novos mercados no Colorado, Arizona, Utah e Califórnia.
O Banc One pagou US $ 378 milhões em ações aos acionistas do Affiliated Bankshares por 27 bancos afiliados com 38 escritórios no Colorado e US $ 1,2 bilhão em ações aos acionistas da Valley National por 206 escritórios no Arizona operando sob o nome Valley National Bank of Arizona (renomeado Bank One Arizona), 35 escritórios em Utah operando sob o nome Valley Bank and Trust of Utah (renomeado Bank One Utah) e 7 escritórios na Califórnia operando sob o nome California Valley Bank (renomeado Bank One Fresno). O Bankshares afiliado foi renomeado para Banc One Colorado e o Valley National Corp. foi renomeado para Banc One Arizona.
Como todos os novos escritórios na Califórnia estavam localizados em Fresno e longe das grandes áreas metropolitanas de Los Angeles e San Francisco, o Banc One teve poucas oportunidades de se mudar significativamente para a Califórnia e não foi capaz de competir com eficiência contra a Califórnia. bancos baseados, como Bank of America e Wells Fargo. Após dois anos de propriedade, o Banc One decidiu se retirar completamente do mercado da Califórnia vendendo o Bank One Fresno para a ValliCorp Holdings, holding do Valliwide Bank, anteriormente Bank of Fresno.
Em maio de 1994, o Banc One aumentou sua participação no Arizona, adquirindo 58 dos 60 escritórios no Arizona do Great American Bank, com sede em San Diego, na Resolution Trust Corporation, por US $ 49,36 milhões. Os escritórios recém-adquiridos foram integrados ao Bank One Arizona.

#### Expansão para a Virgínia Ocidental
Em 1993, o Banc One entrou no estado da Virgínia Ocidental adquirindo a Key Centurion Bancshares, a maior holding bancária da Virgínia Ocidental, com 54 escritórios em toda a Virgínia Ocidental e partes do leste do Kentucky, por US $ 536 milhões em ações.

#### Expansão para Oklahoma
O Banc One entrou em Oklahoma adquirindo o Central Banking Group em Oklahoma City, com seus 8 escritórios localizados em Oklahoma City, por US $ 96 milhões em ações em 1994. Trinta meses depois, o Banc One ingressou em Tulsa pela aquisição da Liberty Bancorporation de Oklahoma City por US $ 546 milhões em ações em 1997. A Liberty tinha 29 escritórios em Oklahoma City e Tulsa no momento da aquisição.

#### Expansão para Louisiana
O Banc One entrou na Louisiana adquirindo os ativos do Premier Bancorp de Baton Rouge, a terceira maior companhia bancária do estado, com 150 escritórios, por US $ 700 milhões em ações em 1996. Embora a fusão tenha sido consumada em janeiro de 1996, o relacionamento entre as duas organizações remonta muito mais longe. O recém-aposentado e ex-chefe do Premier, e seu antecessor Louisiana National Bank, foram Charles "Chuck" McCoy, irmão mais novo de John G. McCoy e tio de John B. McCoy. Em 1991, a Premier recebeu US $ 65 milhões do Banc One para ajudar a cobrir suas dívidas em troca do direito de o Banc One adquirir a Premier nos próximos cinco anos. A Premier adquiriu a maior parte de suas dívidas durante a crise econômica que atingiu a Louisiana no final dos anos 80. O Premier Bancorp se tornou o Banc One Louisiana e o Premier Bank se tornou o Bank One Louisiana.
No ano seguinte, o Banc One adquiriu a First Commerce Corporation de Nova Orleans por US $ 3,5 bilhões em ações. Na época da aquisição, em 1998, a First Commerce era a maior instituição financeira da Louisiana no estado. A aquisição incluiu o banco líder First National Bank of Commerce e outros cinco bancos regionais, com um total combinado de 144 escritórios bancários. Todos os bancos adquiridos foram consolidados no Bank One Louisiana.

### Aquisição da First USA
Em 1997, o Banc One decidiu expandir seu negócio nacional de cartões de crédito adquirindo a First USA, com sede em Dallas, por US $ 7,9 bilhões em ações. Antes dessa aquisição, a maioria das contas de cartão de crédito do Bank One era emitida e atendida pelos vários bancos locais do Bank One. Por exemplo, a maioria dos clientes do Bank One Indianapolis possuía cartões de crédito emitidos e atendidos pelo Bank One Indianapolis por meio do antigo centro de cartão de crédito American Fletcher antes da aquisição.
Infelizmente para o Banc One e especialmente para John B. McCoy, o First USA mais tarde causaria problemas para seu novo pai, gerando perdas inesperadas causadas por má administração e por decisões questionáveis que foram tomadas na tentativa de aumentar a lucratividade.

#### História dos primeiros EUA antes do Banc One
O primeiro original dos EUA foi originalmente formado em Dallas como uma subsidiária da MCorp, chamada MNet . Foi formada em 1985 para lidar com o trabalho de back-end para fornecer cartões de crédito, serviços bancários eletrônicos e outros serviços ao consumidor por meio de bancos membros da holding bancária do Texas. Para emitir cartões de crédito, o MCorp (via MNet) estabeleceu um banco emissor de cartão de crédito em Wilmington, Delaware, chamado MBank USA. Embora a divisão MNet estivesse gerando lucro, o restante da MCorp começou a sofrer enormes perdas quando os clientes começaram a deixar de pagar seus empréstimos hipotecários, resultado da desaceleração econômica iniciada no Texas. Na tentativa de se salvar, o MCorp vendeu a MNet à Lomas & Nettleton Financial Corporation no ano seguinte por US $ 300 milhões em dinheiro e valores mobiliários.
Após a aquisição pela Lomas, a MNet foi renomeada para Lomas Bankers Corp. e o MBank USA foi renomeada para Lomas Bank USA. Sob Lomas, a empresa de cartão de crédito adquiriu novos clientes comprando contas de cartão de crédito de outros emissores de cartão de crédito. Em 1987, o Lomas Bank USA adquiriu 230.000 contas de dois bancos na Louisiana, 23.000 contas de um banco em Amarillo, 260.000 contas de dois bancos em Oklahoma e 90.000 contas de um banco em Santo António. Em 1988, Lomas adquiriu 80.000 contas de um banco em Nova York. Em 1989, a Lomas & Nettleton Financial estava com problemas financeiros e foi forçada a vender sua divisão de cartões de crédito. A Lomas vendeu a Lomas Bankers Corp. e o Lomas Bank USA a um grupo de investidores liderado pela Merrill Lynch Capital Partners por US $ 500 milhões em dinheiro e ações preferenciais.
Após a venda ao consórcio liderado pela Merrill Lynch, a Lomas Bankers Corp. foi renomeada para First USA, Inc. e o Lomas Bank USA foi renomeado para First USA Bank. Na época da aquisição da Merrill Lynch em 1989, a Lomas Bankers / First USA era o 11º maior emissor de cartões de crédito no país.
Em 1992, a First USA reduziu parte de sua dívida ao abrir seu capital. A primeira tentativa de vender ações ocorreu no final de janeiro, mas a oferta foi rapidamente retirada porque o mercado de ações havia caído muito baixo. Uma tentativa mais bem-sucedida foi feita quatro meses depois, na qual foram arrecadados US $ 43 milhões na venda de ações. Na época do IPO em 1992, a First USA era o 14º maior emissor de cartões de crédito no país.
A maior parte do crescimento da empresa nos anos 80 e início dos anos 90 foi resultado da aquisição de contas de cartões de crédito de bancos que precisavam vender alguns ativos por dinheiro rápido para evitar a insolvência ou de bancos que deixaram de emitir e atender seu próprio crédito. contas de cartão porque eles não podiam competir com os emissores de cartão de crédito maiores, como a First USA. À medida que mais contas bancárias de cartão de crédito se concentravam em alguns grandes emissores durante os anos 90, menos bancos tinham contas de cartão de crédito para vender, então grandes emissores passaram a usar o marketing direto para obter mais portadores de cartão. Esses emissores começaram a oferecer cartões de taxa anual com taxas de juros introdutórias que aumentaram rapidamente após um determinado período. Isso levou a uma concorrência acirrada entre os demais emissores de cartões de crédito, especialmente na luta para atrair clientes lucrativos: aqueles que mantêm grandes saldos rotativos mensais. Esses são os mesmos clientes que podem causar problemas para o banco se a economia local azedar.
Nesse momento, a First USA estava gerando lucros tão altos quanto quase 25% no investimento de seus proprietários, o que foi fenomenal, pois um retorno de 1% em seus ativos é geralmente considerado ótimo para a maioria dos outros setores bancários. A alta taxa de retorno foi um dos fatores que atraíram o Banc One para a aquisição da First USA.

#### História da First USA após a aquisição pelo Banc One
O Banc One anunciou pela primeira vez a aquisição proposta da First USA em janeiro de 1997. A reação de Wall Street às notícias fez com que as ações do Banc One caíssem 8%.  A First USA era a quarta maior emissora de cartões de crédito do país no momento do anúncio.  A aquisição foi finalizada seis meses depois. Primeiro presidente e co-fundador dos EUA (em 1985) John Tolleson foi nomeado diretor do Banc One, enquanto o presidente e co-fundador do primeiro EUA, Richard Vague, foi nomeado presidente e CEO da First USA.
Após a aquisição, a First USA começou a integrar as contas de cartão de crédito do Banc One no First Card e iniciou políticas que irritavam muitos clientes antigos do Bank One, como reduzir ou eliminar períodos de carência, aumentar taxas e juros e criar atrasos no lançamento de pagamentos para contas de tal maneira que possam gerar taxas atrasadas. Um método usado para causar atrasos no lançamento de pagamentos era fazer com que os clientes enviassem pagamentos por correio para um centro de pagamentos mais distante (como fazer com que os clientes de Ohio enviassem seus pagamentos para um endereço do Arizona em vez de um endereço em Ohio ou mesmo Illinois) ou com uma equipe intencionalmente selecione centros de pagamento para que não seja possível processar pagamentos muito rapidamente.
Essas táticas geraram reclamações dos consumidores, o que resultou em várias ações judiciais e pode ter incentivado alguns clientes a mudar seus negócios bancários para outro banco.

### História do Bank One Corporation
Em 1998, o Banc One Corporation fundiu-se com o First Chicago NBD, com sede em Chicago - resultado da fusão da First Chicago Corp. em 1995 e do NBD Bancorp, duas grandes empresas bancárias criadas por meio da fusão de muitos bancos) - para formar a Bank One Corporation, e mudou sua sede de Columbus para Chicago. Resultados financeiros adversos levaram à saída do CEO John B. McCoy, cujo pai e avô chefiaram o Banc One e os antecessores. Jamie Dimon, ex-executivo-chave do Citigroup, foi contratado para chefiar a empresa.
Em 1988, o Bank One pagou US$ 66 milhões pelos direitos de nomenclatura por 30 anos, para um estádio recém-construído em Phoenix, para a equipe de expansão da Major League Baseball Arizona Diamondbacks. O estádio possui teto retrátil e foi chamado de Bank One Ball Park e depois renomeado para "Chase Field", em 2005.

### Capital Privado
Em 2001, Dimon selecionou o ex-colega Dick Cashin, do Citicorp Venture Capital para executar um novo esforço de capital privado no Bank One, One Equity Partners. Dick Cashin é o irmão de Steven Cashin, fundador e CEO do Pan African Capital Group, com sede em Washington, DC
Em 2005, a afiliada de capital privado do Bank One, One Equity Partners, foi selecionada para ser a afiliada exclusiva de private equity da empresa combinada, o que provocou o surgimento da afiliada de private equity do JPMorgan, que hoje é a CCMP Capital.